# Tatsoi
Tatsoi (Brassica rapa convar. narinosa als Kulturpflanzensippe Brassica rapa subsp. narinosa, Syn. Brassica narinosa bzw. Brassica campestris subsp. chinensis var. rosularis) ist ein enger Verwandter des Pak Choi, des Chinakohls und Kai-lans sowie der Speiserübe, aus der Gattung Kohl (Brassica). Er hat wegen der rosettenartigen Anordnung der Blätter auch die Bezeichnung Rosetten-Pak-Choi oder Rosetten-Bok-Choi bekommen. Im Deutschen wird er wegen seiner feinen Senfnote auch Blattsenf genannt.

## Beschreibung
Tatsoi ist eine zweijährige krautige Pflanze. Es wird eine Pfahlwurzel gebildet. In einer grundständigen etwa 20 Zentimeter hohen Blattrosette sind die Laubblätter dicht angeordnet. Die löffelförmige Blattspreite ist dunkelgrün und weiß gerippt. Die vierblättrigen gelben Blüten sind etwa 1,5 cm im Durchmesser. Im zweiten Jahr entwickelt sich ein bis 1 Meter hoher Blütenstand. Das Öl der Samen kann bei einigen Unterarten giftig sein, da es reichhaltig Erucasäure enthalten kann. Moderne Kultursorten sind jedoch meist frei davon.

## Herkunft und Anbau
Tatsoi (chinesisch 塌菜, Pinyin tācài) wurde ursprünglich von den warm-gemäßigten Gebieten Chinas bis in die Tropen als einjährige Pflanze kultiviert. Tatsoi wächst jedoch auch noch in Regionen mit kalten Jahreszeiten bei Temperaturen bis −10 Grad. Durch seine Kältetoleranz ist Tatsoi auch für den Anbau im Winter in nicht beheizten Gewächshäusern geeignet. Die Pflanze benötigt einen sonnigen bzw. halbschattigen windgeschützter Standort und lockeres Erdreich. Die Erntezeit in den gemäßigten Zonen Chinas ist gewöhnlich im Januar und Februar, während die Blütezeit im März liegt. Bei Anbau im Gewächshaus kann die Pflanze auch ganzjährig geerntet werden. Wenn die Saatzeit beim Anbau im Gewächshaus zwischen April und August erfolgt, kann zwischen August und Oktober geerntet werden. Die Erntezeit dauert gewöhnlich zwischen 40 und 50 Tagen. Bei sogenanntem kleinwüchsigem Tatsoi (englisch Dwarf tatsoi) dauert es etwa 20–25 Tagen, bis das Gemüse erntereif ist.

## Bedeutung in der Ernährung
Tatsoi kann in Öl kurz gebraten (sautieren) oder in Wasser gekocht als Gemüsegericht serviert werden. Es kann auch als Zutat für Suppen genutzt oder roh in Salaten verwendet werden. Es ist daher oft auch Bestandteil in Mischungen von Schnittsalat. Das Gemüse wird heute auch als Zutat in Smoothies verwendet.

## Inhaltsstoffe
Diese Kohlsorte ist reich an Vitamin A, Vitamin B und C-Vitaminen, mit erheblichem Anteil an Folsäure. Die Nährstoffwerte dienen als allgemeine Orientierung und weichen je nach Umwelt- und Anbaubedingung des Gemüses unterschiedlich stark voneinander ab.
| Brennwert       | Wasser | Fett  | Eiweiß | Kohlenhydrate | Ballaststoffe | Zucker |
| --------------- | ------ | ----- | ------ | ------------- | ------------- | ------ |
| 92 kJ (22 kcal) | 92,2 g | 0,3 g | 2,2 g  | 3,9 g         | 2,8 g         | 0,8 g  |

| Gesätt. Fettsäuren | Einf. ungesätt. Fettsäuren | Mehrf. ungesätt. Fettsäuren | Folsäure |
| ------------------ | -------------------------- | --------------------------- | -------- |
| ? mg               | ? mg                       | ? mg                        | 159 µg   |

| Eisen  | Kupfer   | Kalium | Kalzium | Magn. | Natrium | Phosph. | Selen   | Zink    |
| ------ | -------- | ------ | ------- | ----- | ------- | ------- | ------- | ------- |
| 1,5 mg | 0,111 mg | 449 mg | 210 mg  | 11 mg | 21 mg   | 28 mg   | 2,39 mg | 0,17 mg |

| Carotine | Vita. A b | Vita. B1 | Vita. B2 | Vita. B3 | Vita. B5 | Vita. B6 | Vita. C | Vita. K1 |
| -------- | --------- | -------- | -------- | -------- | -------- | -------- | ------- | -------- |
| 1,52 mg  | 2,97 mg   | 0,068 mg | 0,093 mg | 0,678 mg | ? µg     | 0,153 mg | 130 mg  | ? µg     |

Quelle zur Tabellen:
Fußnote

## Anmerkung
1. ↑  Tatsoi (chinesisch 塌菜, Pinyin tācài, Jyutping taap3coi3, akademisch meist 塌棵菜,  tākēcài, regional auch 烏塌菜 / 乌塌菜,  wūtācài)

## Siehe
- Chinesischer Schnittlauch
- Kai-lan
- Zhacai